# Sue Evans
Sue Evans, née le 7 juillet 1951 à New York, est une percussionniste et batteuse de jazz, pop et musique classique américaine. 

## Biographie
Avant de passer à la batterie, Evans jouait du piano, du violon et de la clarinette. Elle a étudié avec Warren Smith et Sonny Igoe et a obtenu son diplôme en 1969 à la High School of Music & Art. Plus tard, Evans obtint un Bachelor en musique de la Columbia University, ainsi qu’un Master en musique et un doctorat de la Juilliard School. Elle devient rapidement l’une des meilleures percussionnistes de New York, enregistre des jingles, des musiques de film et de nombreux albums, avec de nombreux artistes de jazz, folk et pop. Elle accompagne Judy Collins lors de sa tournée de 1969 à 1973 et travaille avec Gil Evans de 1969 à 1982. Dans les années 1970, elle travaille également avec Steve Kuhn, Art Farmer, Bobby Jones, entre autres, ainsi que l'orchestre Roswell Rudd 's Jazz Composers, les New York Pops, le New York Philharmonic, le Brooklyn Philharmonic et le New Jersey Symphony Orchestra . 
Dans les années 1980, elle a travaillé avec Michael Franks, Suzanne Vega, Tony Bennett et Morgana King. Parmi les autres collaborations figurent des tournées ou des enregistrements avec Aretha Franklin, Sting, Spike Lee, James Brown, Billy Cobham, Blood, Sweat and Tears, Philip Glass, Peter, Paul et Mary, Don Sebesky, Sadao Watanabe, Hubert Laws, Randy Brecker, David. Sanborn et Terence Blanchard. Elle a également joué aux Tony Awards pendant plusieurs années, ainsi qu'aux Grammy Awards. 

## The Gil Evans
Dans les notes de réédition du CD de 1988, The Gil Evans Orchestra joue la musique de Jimi Hendrix, elle écrit: 
 J'ai commencé à jouer avec Gil vers l'âge de 17 ou 18 ans. J'étudiais avec Warren depuis environ cinq ans. Gil montait dans les studios de Warren pour répéter, et nos chemins se croisaient souvent. Parfois, quand Warren n'était pas en ville, Gil jouait du piano, je venais pour travailler et nous avons commencé à jouer ensemble. À ce stade, je ne me rendais pas compte à quel point il était génial. Je n'étais donc pas intimidée et je pouvais rester assise et jouer avec lui pendant des heures. Si cela s'était produit des années plus tard, j'aurais essayé de deviner ce qu'il voulait. 
Ensuite, Gil a commencé à se préparer pour faire un album et m'a demandé de rejoindre le groupe. Non seulement c'était ma première date d'enregistrement, mais avec Gil Evans et Elvin Jones ! Chaque fois que je suis interviewée sur le fait d'être une musicienne... eh bien, rétrospectivement, c'est comme si j'avais eu les yeux bandés. Je ne savais probablement même pas comment épeler le mot discrimination. J'ai juste travaillé à fond, avec une certaine ivresse ou quelque chose comme ça. Gil était là, et je me suis dit: "Pourquoi pas?" 

Tout le monde pensait que Gil était mon père depuis 8 ou 10 ans que je jouais avec lui, et dans un sens, il l'était. Je grandissais dans ce groupe. Il a en quelque sorte trouvé en moi quelque chose dont j'ignorais l'existence et nous l'avons exploré ensemble. Et il était comme ça avec tout le groupe. 

## Discographie
Avec George Benson
- Good King Bad (CTI, 1975)

Avec Judy Collins
- Living (Elektra 1971)

Avec Art Farmer
- Something You Got (CTI, 1977)

Avec Grant Green
- The Main Attraction (Kudu, 1976)

Avec Urbie Green
- The Fox (CTI, 1976)
- Señor Blues (CTI, 1977)

Avec Gil Evans
- Where Flamingos Fly (Artists House, 1971)
- The Gil Evans Orchestra Plays the Music of Jimi Hendrix (RCA, 1974)
- There Comes a Time (RCA, 1976)
- Priestess (Antilles, 1977)
- Gil Evans Live at the Royal Festival Hall London 1978 (RCA, 1978)[5]

Avec Steve Kuhn
- Trance (ECM, 1974) [6]

Avec Yusef Lateef
- Autophysiopsychic (CTI, 1977)

Avec Lalo Schifrin
- Black Widow (CTI, 1976)

Avec Jeremy Steig
- Firefly (CTI, 1977)

## Récompense
Sue Evans a remporté les prix les plus précieux de l'Académie nationale des arts et des sciences de l'enregistrement en 1984, 1987 et 1989.